# Edmond Foulc
Edmond Foulc, né à Nîmes le 14 décembre 1828 et mort à Paris le 28 janvier 1916, est un négociant, manufacturier et collectionneur d'art français.

## Biographie
Au début du XIXe siècle, la famille Foulc, originaire d'Avignon, avait fait fortune à Nîmes dans le très prospère commerce de la garance, commerce qu'un homme avisé et visionnaire, le père d'Edmond, Eugène Foulc (conseiller municipal de Nîmes de 1841 à 1848), sut vendre juste avant l'apparition des produits chimiques qui allaient ruiner tous les autres négociants de teintures traditionnelles.
Il investit dans l'immobilier, acheta plusieurs parcelles agricoles dans le quartier de la gare de Nîmes et y créa en 1846 le jardin de Mandragore, que le Conseil municipal décida d'acheter le 13 août 1883 pour y édifier le musée des beaux-arts. 

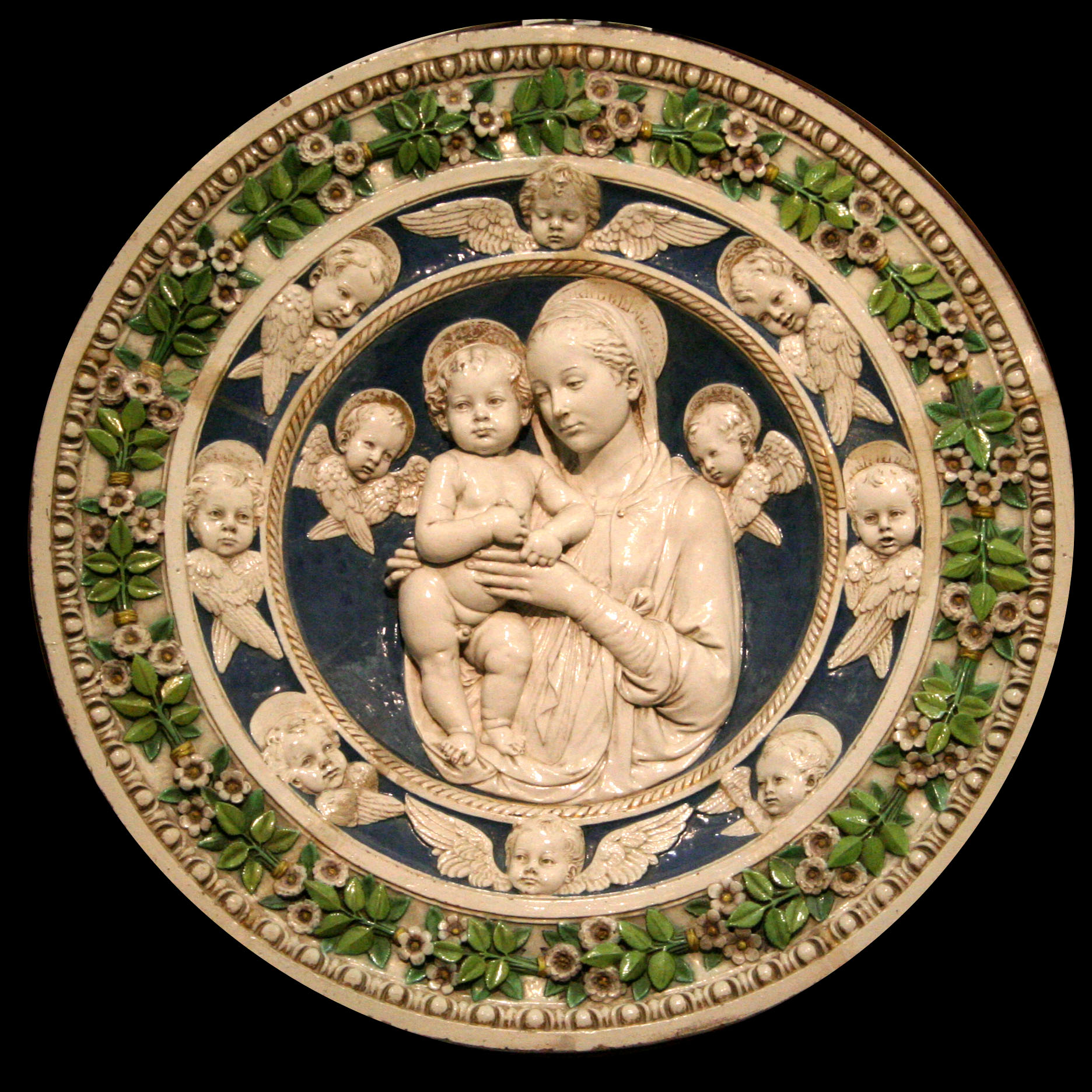
Andrea della Robbia, Vierge à l'Enfant et deux chérubins, dite Madone Foulc, musée des beaux-arts de Nîmes.

Sur ses terrains, il fit construire en 1855 un magnifique et immense hôtel particulier qui fut racheté en 1908 par Auguste Colomb de Daunant, membre d'une famille ayant fait fortune dans la soierie à Nîmes. Ce dernier donna à la maison sa configuration actuelle, aidé par les architectes Affourty et Walker. Le jardin d'hiver, datant de 1855, fut réaménagé selon un plan inspiré d'Édouard André puis transformé en véritable serre par la construction, vers 1907, de la double verrière.
Dès 1857 et tout au long de sa vie, Edmond Foulc constitua d'inestimables collections pour lesquelles il voua un véritable culte. Passionné d'art médiéval et Renaissance, il accumula des trésors artistiques : tableaux, bronzes, cuivres, terres émaillées, sculptures, meubles, etc.
De 1865 à environ 1882, il habita l'hôtel Sillery, quai de Conti à Paris, puis rue de Magdebourg dans le 16e arrondissement.
Edmond Foulc, qui laissa son nom à la rue Cité Foulc qui mène au musée des beaux-arts de Nîmes, a légué une partie de ses œuvres à cette ville, dont l'une des plus prestigieuses est la Vierge à l'Enfant et deux chérubins, dite Madone Foulc, d'Andrea Della Robbia, céramiste florentin du XVe siècle. 
Les derniers legs du collectionneur enrichirent le patrimoine de la ville en offrant une collection d'armes anciennes comportant quatorze pièces. Les autres œuvres qui proviennent de la collection Foulc ont été léguées antérieurement à la ville de Nîmes, le donateur souhaitant rester anonyme.
Edmond Foulc est le frère aîné de Denys Foulc, donateur de la sphère du pendule de Foucault au Conservatoire national des arts et métiers à Paris.